# Bernd Vesely
Bernd Vesely (* 19. Januar 1952; † 14. September 2009) war ein deutscher Fußballspieler.

## Leben
Bernd Vesely spielte beim VfB Neukölln in Berlin, ehe er 1972 zu Hannover 96 wechselte. Der Verteidiger (Libero) spielte in der 1. Amateurmannschaft und gehörte in der Saison 1973/74 dem erweiterten Bundesligakader an. Hannover 96 stieg am Ende der Saison 1973/74 ab und nach der Saison 1974/75 wieder auf. Für die Saison 1976/77, nach dem erneuten Abstieg, erhielt er einen Profivertrag. Er absolvierte 12 Spiele in der zweiten Bundesliga Nord, alle über die vollen 90 Spielminuten, und erzielte dabei ein Tor. Anschließend spielte er wieder bei den Amateuren. In der Saison 1978/79 absolvierte er noch drei weitere Ligaspiele, wobei er keines über die volle Spielzeit bestritt. Zudem bestritt er zwei Spiele im DFB-Vereinspokal: eines 1976 für Hannover 96, eines 1982 für Germania Walsrode, wohin er 1979 von Hannover 96 gewechselt war. Ab 1982 ließ er seine Fußballlaufbahn bei Germania Barnten ausklingen.

## Privates
Vesely war gelernter Schriftenmaler. Er lebte zuletzt in Barnten, einem Ortsteil von Nordstemmen. Er verstarb nach langer, schwerer Krankheit am 14. September 2009.